# Kreis Wolmirstedt
| Basisdaten                                | Basisdaten                                                |
| ----------------------------------------- | --------------------------------------------------------- |
| Bezirk der DDR                            | Magdeburg                                                 |
| Kreisstadt                                | Wolmirstedt                                               |
| Fläche                                    | 526 km² (1989)                                            |
| Einwohner                                 | 45.873 (1989)                                             |
| Bevölkerungsdichte                        | 87 Einwohner/km² (1989)                                   |
| Kfz-Kennzeichen                           | H und M (1953–1990) HY und MY (1974–1990) WMS (1991–1994) |
|                                           |                                                           |
| Der Kreis Wolmirstedt im Bezirk Magdeburg |                                                           |

Der Kreis Wolmirstedt war ein Landkreis im Bezirk Magdeburg der DDR. Von 1990 bis 1994 bestand er als Landkreis Wolmirstedt im Land Sachsen-Anhalt fort. Sein Gebiet liegt heute im Landkreis Börde in Sachsen-Anhalt. Der Sitz der Kreisverwaltung befand sich in Wolmirstedt.

## Geographie
Der Kreis Wolmirstedt lag in der Magdeburger Börde nördlich von Magdeburg am linken Elbufer. Neben der Elbe waren der Mittellandkanal und die Ohre weitere wichtige Gewässer. Im Norden umfasste der Kreis einen großen Teil der Colbitz-Letzlinger Heide. 
Der Kreis grenzte im Uhrzeigersinn im Norden beginnend an die Kreise Tangerhütte (bis 1987) bzw. Stendal (ab 1988), Burg, Stadtkreis Magdeburg, Wanzleben, Haldensleben und Gardelegen.

## Geschichte
Am 25. Juli 1952 kam es in der DDR zu einer umfangreichen Verwaltungsreform, bei der unter anderem die Länder der DDR ihre Bedeutung verloren und neue Bezirke eingerichtet wurden. Der damalige Landkreis Wolmirstedt gab Gemeinden an die Kreise Tangerhütte und Wanzleben ab. Aus dem verbleibenden Kreisgebiet wurde der neue Kreis Wolmirstedt mit Sitz in Wolmirstedt gebildet. Der Kreis wurde dem neugebildeten Bezirk Magdeburg zugeordnet.
Am 1. Januar 1988 wurde der Kreis Wolmirstedt um Teile des aufgelösten Kreises Tangerhütte vergrößert.
Am 17. Mai 1990 wurde der Kreis in Landkreis Wolmirstedt umbenannt. Anlässlich der Wiedervereinigung der beiden deutschen Staaten wurde der Landkreis 1990 dem wiedergegründeten Land Sachsen-Anhalt zugewiesen. Bei der ersten Kreisreform in Sachsen-Anhalt, die am 1. Juli 1994 in Kraft trat, ging er im Ohrekreis auf. Landrat war seit 1991 der CDU-Politiker Thomas Webel.

## Einwohnerentwicklung
| Jahr      | 1960   | 1971   | 1981   | 1989   |
| Einwohner | 50.546 | 43.688 | 44.008 | 45.873 |

## Städte und Gemeinden
Dem Kreis Wolmirstedt gehörten die folgenden Städte und Gemeinden an:
| - Barleben - Bleiche - Colbitz - Dahlenwarsleben - Ebendorf - Eichenbarleben - Farsleben - Glindenberg - Groß Ammensleben - Gutenswegen | - Heinrichsberg - Hermsdorf - Hohenwarsleben - Irxleben - Jersleben - Klein Ammensleben - Loitsche - Meitzendorf - Meseberg - Mose | - Niederndodeleben - Ochtmersleben (ab 1984) - Olvenstedt - Rogätz - Samswegen - Wellen - Wolmirstedt, Stadt - Zielitz |

Bleiche wurde am 1. September 1973 nach Samswegen eingemeindet. Am 1. April 1979 schied Olvenstedt aus dem Kreis aus und wurde nach Magdeburg eingemeindet. Die Gemeinde Ochtmersleben wurde am 1. Mai 1984 aus einem Teil von Eichenbarleben neugebildet. Am 1. Januar 1988 wurden die Gemeinden Angern, Bertingen, Burgstall, Cröchern, Dolle, Mahlwinkel, Sandbeiendorf und Wenddorf aus dem aufgelösten Kreis Tangerhütte in den Kreis Wolmirstedt eingegliedert.

## Wirtschaft
Wichtige Betriebe waren unter anderen:
- VEB Kalibetrieb Zielitz; (zuletzt Teil des Kombinats Kali)
- VEB Elektromotorenwerk Barleben; (zuletzt Teil des Kombinats Elektromaschinenbau)
- VEB Betonkombinat Colbitz
- VEB Heide-Brauerei Colbitz; (zuletzt Teil des Getränkekombinats Magdeburg)

## Verkehr
Der Kreis wurde im Süden von der Autobahn Marienborn–Berliner Ring durchquert. Dem überregionalen Straßenverkehr dienten außerdem die F 1 von Magdeburg über Irxleben nach Marienborn, die F 71 von Magdeburg über Groß Ammensleben nach Salzwedel und die F 189 von Magdeburg über Wolmirstedt nach Wittenberge.
Dem Eisenbahnverkehr dienten die Strecken Marienborn–Niederndodeleben–Magdeburg, Magdeburg–Barleben–Oebisfelde und Magdeburg–Wolmirstedt–Wittenberge.

## Kfz-Kennzeichen
Den Kraftfahrzeugen (mit Ausnahme der Motorräder) und Anhängern wurden von etwa 1974 bis Ende 1990 dreibuchstabige Unterscheidungszeichen, die mit den Buchstabenpaaren HY und MY begannen, zugewiesen. Die letzte für Motorräder genutzte Kennzeichenserie war HW 30-01 bis HW 38-75.
Anfang 1991 erhielt der Landkreis das Unterscheidungszeichen WMS. Es wurde bis zum 30. Juni 1994 ausgegeben. Seit dem 27. November 2012 ist es im Landkreis Börde erhältlich.